# 海州区 (连云港市)
海州区是中国江苏省连云港市所辖的一个市辖区，是連雲港市中心城區，政治、經濟和文化中心，位於連雲港市區西南部，東北部、東部與連雲區毗鄰，南部與灌雲縣交界，西部與東海縣相連，北部以新沭河為界與贛榆區相望，2014年由原新浦区和海州区合并而成的行政区域，區人民政府驻朐阳街道秦东门大街28号。区域总面积为700.71平方公里。

## 行政区划
海州区下辖15个街道办事处、4个镇：
海州街道、幸福路街道、朐阳街道、洪门街道、云台街道、新浦街道、浦西街道、新东街道、新南街道、路南街道、新海街道、花果山街道、南城街道、宁海街道、郁洲街道、新坝镇、锦屏镇、板浦镇和浦南镇。

## 人口
根據第七次全国人口普查數據，截至2020年11月1日零時，海州區常住人口為91.8萬人。